# Chekhov Publishing House
La Chekhov Publishing House (Izdatel'stvo imeni Čechova, in russo Изда́тельство и́мени Че́хова) è stata una casa editrice statunitense intitolata allo scrittore Anton Čechov fondata nel 1952. Avente sede a New York, pubblicò testi in lingua russa ed ebbe un ruolo significativo nella diaspora russa della seconda emigrazione sovietica e per i molti autori che in patria furono messi all'indice.

## Fondazione
La casa editrice viene fondata con finanziamenti della Ford Foundation e la collaborazione della Columbia University dal diplomatico e sovietologo George Frost Kennan che riunisce nel comitato redazionale un gruppo di collaboratori russi di grande spessore culturale. Come direttore coinvolge il traduttore e pubblicista Nicholas Wreden. Il capo redattore fu Vera Schwarz Mordvinova, critico letterario, pubblicista e sociologo, collaboratrice di Maksim Gor'kij. A capo del comitato di redazione viene chiamata Aleksandra L'vovna Tolstaja, la figlia minore del famoso scrittore Lev Tolstoj. Il programma dell'attività editoriale viene affidato allo scrittore Mark Aldanov.

## Repertorio
Sono 178 pubblicazioni di ben 129 autori. La casa editrice rende famosa la pubblicazione di autori prestigiosi come il premio Nobel Ivan Bunin.
Tra i autori dei libri risultano i grandi classici:
- Vladimir Vladimirovič Nabokov
- Aleksej Michajlovič Remizov
- Boris Zajcev
- Georgij Petrovič Fedotov
- Marina Ivanovna Cvetaeva
- Michail Michajlovič Zoščenko
- Osip Ėmil'evič Mandel'štam

## La chiusura e una nuova avventura
Nel 1957 vengono interrotti i finanziamenti. I libri della casa editrice Čechov sono da allora conservati in vari fondi librari del mondo. In Italia la collezione completa si trova nella biblioteca Betty Ambiveri in Russia cristiana di Seriate.
Nel 1968 gli statunitense Edward Klein e l'inglese Max Hayward ottengono l'autorizzazione per l'utilizzo della denominazione e diritti della Čechov. La nuova casa editrice dal 1970 pubblicò e diffuse in Occidente delle opere di autori del dissenso vietati in URSS, tra cui:
- Iosif Aleksandrovič Brodskij
- Nadežda Jakovlevna Mandel'štam
- Lidija Korneevna Čukovskaja
- Andrej Dmitrievič Sacharov